# Reda Benkaddour
Pour les articles homonymes, voir Benkaddour.
Reda Ben Kaddour, né le 6 avril 1969 à Sidi Bel Abbès, est un karatéka algérien, 6 ème DAN de karaté Shotokan et entraîneur de l’équipe nationale sénior de kumité. 
Il obtient plusieurs médailles sur la scène internationale, lors de championnats continentaux ou lors de coupe du monde de karaté comme la médaille d'or de l'étape de coupe du monde à Alger en 1993,, ou la médaille d'argent du championnat du monde Shitō-ryū en 1993.

## Palmarès

### Résultats internationaux
- 1989 :  Médaille d'argent en moins de 65 kg en coupe du monde FKM (forme karate martial[4]) à Budapest
- 1993 :  Médaille d'argent en moins de 65 kg au championnat du monde Shitō-ryū à Tokyo au Japon[5]
- 1993 :  Médaille d'or en moins de 68 kg en coupe du monde FKM à Alger
- 1997 :  Médaille de bronze en moins de 68 kg en coupe du monde FKM aux Philippines
- 2000 :  Médaille de bronze coupe du monde Shitō-ryū Japon
- 2000 :  Médaille de bronze par équipes coupe du monde Shitō-ryū au Japon

### Résultats des Jeux méditerranéens
- Médaille de bronze en moins de 65 kg aux Jeux méditerranéens de 1993 de Carcassonne
- Médaille d'or  en moins de 65 kg aux Jeux méditerranéens de 1997 de Bari

### Résultats aux Jeux africains
- Médaille d'or en moins de 65 kg aux Jeux africains de 1991 au Caire
- Médaille d'argent par équipes aux Jeux africains de 1995 au Zimbabwe
- Médaille d'or en moins de 65 kg aux Jeux africains de 1995 au Zimbabwe
- Médaille de bronze par équipes aux Jeux africains de 1999 en Afrique du Sud
- Médaille d'or en moins de 65 kg aux Jeux africains de 1999 en Afrique du Sud

### Résultats aux Jeux panarabes
- Médaille d'or par équipes aux Jeux panarabes de 1992 en Syrie
- Médaille d'or en catégorie open aux Jeux panarabes de 1992
- Médaille d'argent en moins de 65 kg aux Jeux panarabes de 1997 au Liban
- Médaille de bronze par équipes aux -Jeux panarabes de 1997
- Médaille de bronze par équipes  aux Jeux panarabes de 1999 en Jordanie
- Médaille de bronze en moins de 65 kg aux Jeux panarabes de 199

### Résultats lors des coupes méditerranéennes
- Médaille de bronze par équipes en coupe méditerranéenne 1987 à Titograd (Yougoslavie)
- Médaille d'or en moins de 65 kg en coupe méditerranéenne 1989 à Bejaia (Algérie)
- Médaille d'or en moins de 65 kg en Coupe méditerranéenne 1990 à Montpellier (France)
- Médaille de bronze par équipes en coupe méditerranéenne 1994 en Égypte

### Résultat aux championnats d’Afrique
- Médaille d'or en moins de 65 kg aux championnats d’Afrique 1994

### Résultat aux championnats arabes
- Médaille d'or en moins de 65 kg aux Championnats arabes 1994 en Égypte

### Résultats lors des tournois internationaux classés
- 1988 :  Médaille d'or au tournoi du Bosphore
- 1988 :  Médaille d'or au tournoi de Sassari (Italie)
- 1989 :  Médaille d'or au tournoi de Corse (France)
- 1989 :  Médaille d'or au tournoi de Sassari (Italie)
- 1990 :  Médaille d'or au tournoi du Bosphore
- 1991 :  Médaille d'or au tournoi de Paris
- 1997 :  Médaille de bronze par équipes au tournoi d'Istanbul
- 1997 :  Médaille de bronze en moins de 65 kg au tournoi d'Istanbul
- 2002 :  Médaille d'argent en moins de 65 kg en Coupe de France à Évreux

### Principaux résultats nationaux
- 30 fois champion d’Algérie de 1986 à 2001
- 8 médailles d’or par équipes (Club Mouloudia d’Alger 1994 à 2001)